# Ophiacantha duplex
Ophiacantha duplex är en ormstjärneart som beskrevs av Jean Baptiste François René Koehler 1897. Ophiacantha duplex ingår i släktet Ophiacantha och familjen knotterormstjärnor. Inga underarter finns listade i Catalogue of Life.